# Sâncel (okręg Alba)
Sâncel – wieś w Rumunii, w okręgu Alba, w gminie Sâncel. W 2011 roku liczyła 1418 mieszkańców.